# L'Orage (Richier)
Pour les articles homonymes, voir L'Orage.
L'Orage (parfois appelé  L'Océan notamment par Geneviève Breerette), est une sculpture de Germaine Richier en bronze patiné foncé, réalisée en 12 exemplaires. Elle représente un nu masculin « bien enveloppé », légèrement bedonnant. Le modèle était Antonio Nardone qui a posé pour Le Balzac de Rodin. Cette œuvre est considérée comme l'un des chefs-d'œuvre de Germaine Richier.

## Historique et description
La silhouette humaine semble sortie de la gangue, encore couverte de boue qui masque les traits du visage, bien assuré sur ses deux jambes mais hésitant à avancer. La critique a été élogieuse, dithyrambique, même, au sujet de cette œuvre qui faisait fantasmer. Francis Ponge le qualifiait d'homme sauvage dans le catalogue de l'exposition 1948 à la Galerie Maeght de Paris. Il voyait dans cet être une variation de King-Kong avec des mains d'étrangleurs. André Pieyre de Mandiargues en rajoutait encore avec des phrases lyriques comme : " Ces grandes figures de bronze qui tiennent du roc ou de la souche autant que de l'homme écorché" .
Jean-Louis Prat rejoint la critique de Ponge en soulignant le côté "Formidable  de cet homme brut, … avec sa face fendue ... un corps massif ... qui repose pourtant sur une observation attentive de la nature. Geneviève Breerette voit dans le couple  de L'Ouragane et de L'Orage, le plus grand (œuvre) de Richier.

### Livres
- André Pieyre de Mandiargues, Germaine Richier, Éditions Synthèses, Bruxelles, 1959.
- Jean-Louis Prat, Germaine Richier, rétrospective, Saint-Paul-de-Vence, Fondation Maeght, 1996, 240 p. (ISBN 978-2-900923-13-9),  rétrospective du 5 avril au 18 juin 1996

### Articles
- Les étranges créatures de Germaine Richier enfin rassemblées par Geneviève Breerette[note 1], Le Monde, 17 avril 1996, p. 22

la page contient aussi un extrait d'entretien de César avec Alain Jouffroy sur Germaine Richier